# Televizija u Brazilu
1. Preusmjeri Nacrt:Televizija u Brazilu